# Palaeoloxodon falconeri
El elefante enano de Sicilia, mamut enano o mamut de Sicilia (Palaeoloxodon falconeri) es una especie extinta de mamífero proboscídeo familia Elephantidae que vivió en el Pleistoceno Superior. En 1867 George Busk propuso la especie Elephas falconeri para muchos de los pequeños molares seleccionados del material originalmente adscrito por Hugh Falconer a Elephas melitensis.

## Descripción
Probablemente un elefante enano pesaba lo mismo que un elefante asiático recién nacido y su altura era de 90 cm. Este diminuto paquidermo insular probablemente evolucionó de un elefante mucho más grande. Al igual que otros animales antiguos, sufrió un proceso llamado "enanismo insular", por el que los animales aislados en islas pueden reducir su tamaño generación tras generación si la falta de depredadores hace que no sea necesario que una criatura mantenga un tamaño muy grande y el hecho de ser pequeño supone una ventaja cuando el alimento no es abundante.

## Mitología
La creencia en los cíclopes puede haberse originado en cráneos de P. falconeri encontrados en Sicilia. Ya en el siglo XIV, los estudiosos señalaron que la cavidad nasal de estos proboscídeos podría haber sido confundida con la cuenca de un único ojo gigante.

## En la cultura popular
El mamut enano aparece en el videojuego Zoo Tycoon 2: Extinct Animals.

## Galería

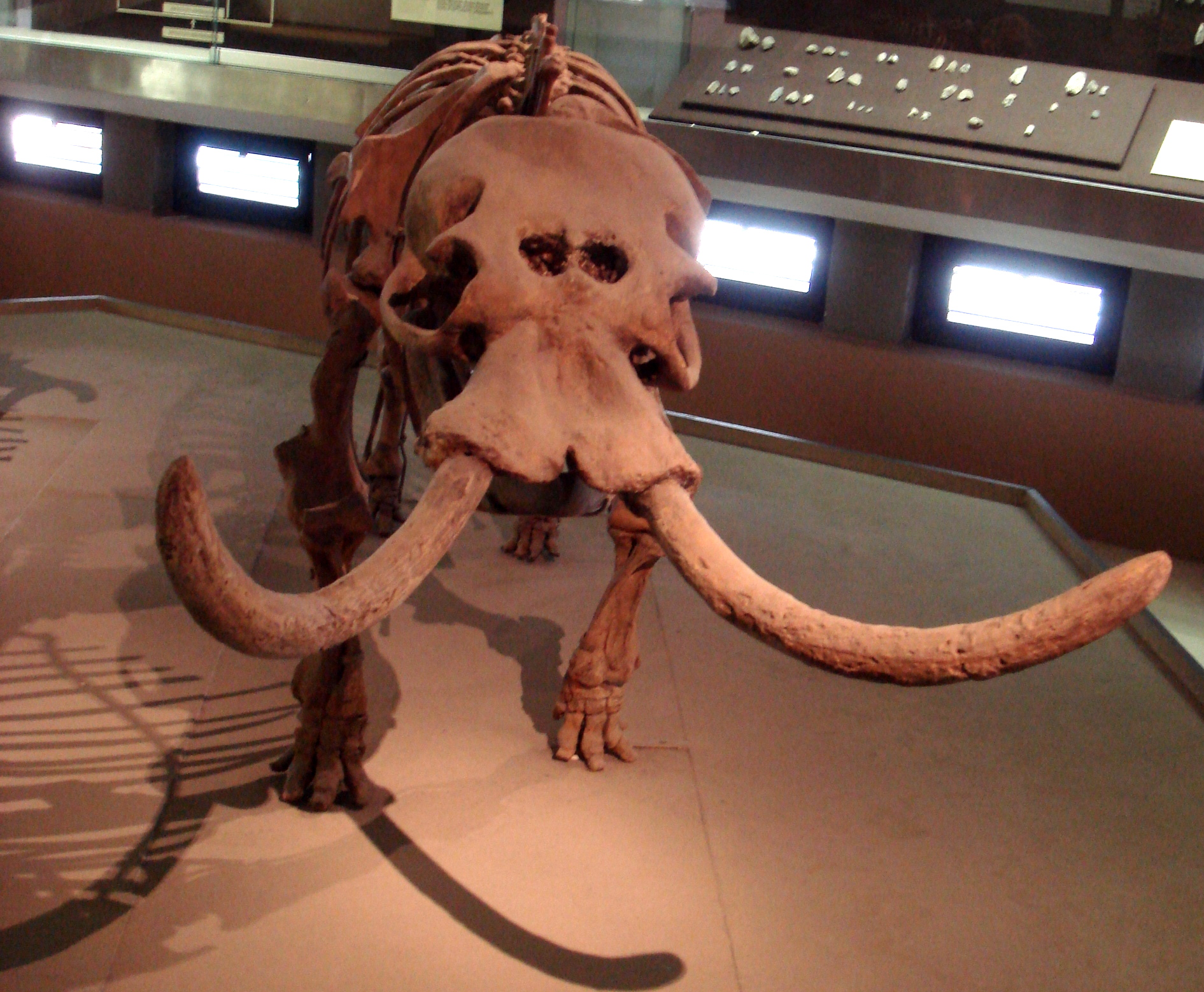
Esqueleto fósil.